# Ligorio (Suriname)
Ligiorio, ook wel Logolio en Golio is een plaats aan de Gran Rio in Suriname. Het ligt stroomafwaarts ten opzichte van Kajana en de Kajana Airstrip, en stroomopwaarts van het ernaast gelegen Moitori.
Het dorp ligt in het toeristische Langugebied. Er is een medische post in Kajana.

## Geschiedenis
Het dorp ontstond met de evangelisatie van de jaren 1920. Hier werd door rooms-katholieke missionarissen de eerste school gesticht van het Langugebied. Deze Kapitein Mangoo School  heeft in 2007 ongeveer 125 leerlingen en 4 onderwijzers. Begin 21e eeuw is een groot deel van de bevolking daardoor nog steeds katholiek. Het dorp heeft een authentiek Saramaccaans karakter. Er staat een katholieke kerk met het enige kerkhof aan deze oever van de rivier.

## Demografie
In het dorp wonen rond de 350 inwoners (stand 2007) met in de volgende leeftijdscategorieën:
30% - 0-16 jaar
10% - 16-30 jaar
60% - 30 jaar en ouder

## Economie
De inwoners leven van de verbouw op kostgrondjes van rijst, groenten en andere gewassen. De opbrengst is voor eigen gebruik en wordt niet verhandeld. Verder wordt er gevist en gejaagd; er is geen veeteelt in het dorp. De rest van de benodigdheden wordt gekocht in de enige winkel in het dorp met een klein aanbod of wordt via Paramaribo aangeleverd. Brood wordt geleverd vanuit een broodproject; dit wordt gebakken in Kajana. Water komt uit de durotanks die worden gevuld wanneer het regent. Ook wordt voor wasdoeleinden water uit de rivier en een kreek gehaald; dit water wordt niet gedronken. Telefoonverkeer is mogelijk via Telesur en verliep voorheen via de radiozender op de Kajana Airstrip. Een plaatselijke dieselgenerator levert aan alle huizen een paar uur licht per dag voor de eerste avonduren. Enkele inwoners hebben een eigen generator. Bewoners koken op een houtvuur, tenzij zij gasflessen kunnen veroorloven.
Abenaston · Adawai · Akisiaman · Akwaukondre · Amakakondre · Asenbaso · Asidonhopo · Aurora · 
Begoeba · Begoon · Bekiokondre · Bendikwai · Bendiwata · Biudoematoe  · Bofokoele · Botopasi ·
Dan · Dangogo · Daume · Debikè · Deboo · Djemongo · Djoemoe · Duwatra ·
Foetoenakaba · Gingiston · Goddo · Godowatra · Goejaba · Gran Slee · Grantatai · Gunsi ·
Heikoenoenoe · Jawjaw ·
Kaajapati · Kajana · Kambaloea · Kampoe · Koonoo · Kuututen ·
Ladouanie · Lespansi · Ligorio · Malobi · Malroseekondre · Masiakriki · Moitori ·
Nazaleti · Nieuw-Aurora · Padalafanti · Pambo Oko · Pikin Slee · Pingpe · Pokigron ·
Saloebanga · Semoisi · Soolan · Stonhoekoe · Tjaikondre · Toemaripa · Toetoeboeka